# Punta del Este
Punta del Este egy tengerparti, félszigeten fekvő kisváros Uruguay délkeleti részén, az Atlanti-óceán partján. Turisták üdülőhelyévé nőtte ki magát. Latin-Amerika egyik legexkluzívabb üdülőhelye és a legfontosabb Uruguayban, Montevideo mögött az ország második legnagyobb turisztikai célpontja. 
A várost "Dél Monaco-jának", "Az Atlanti-óceán gyöngyszemének", "Dél-Amerika Miami Beachjének" vagy "Dél-Amerika St. Tropez-ének" is nevezték már.
Sok híres ember lakott vagy szerzett nyaralóingatlant itt és a környékén.
Punta del Este adott otthont a Whitbread Around the World nevű jachtversenyeknek 1985 és 1994 között, illetve a 2014-2015-ös Formula–E bajnokságnak.
A nemzetközi filmfesztiválok és első osztályú szállodák mellett a régió olyan védett természeti rezervátumokkal is rendelkezik, mint az Isla de Lobos, a Gorriti-sziget, a La Barra vagy a Lussich Arborétum. 
Bár a város állandó lakossága alig több mint tízezer fő, a nyári szezonban (dec-febr.) ez a szám jelentősen, akár félmillióra bővül.